# David di profilo
David di profilo è un dipinto a olio su carta (50x37,5 cm) di Marc Chagall, databile al 1914 e conservato nell'Ateneum-Finnish National Gallery di Helsinki.